# Sporoglena velutina
Sporoglena velutina är en svampart som beskrevs av Sacc. 1894. Sporoglena velutina ingår i släktet Sporoglena, divisionen sporsäcksvampar och riket svampar.   Inga underarter finns listade i Catalogue of Life.